# Essai de statistique de l'île Bourbon
L'Essai de statistique de l'île Bourbon est un essai de statistique publié en 1828 par Pierre Philippe Urbain Thomas à propos de l'économie de l'île française du sud-ouest de l'océan Indien alors appelée Bourbon, aujourd'hui La Réunion. Ouvrage remarquable par son exécution, il valut à son auteur un prix important, mais aussi des critiques négatives de la part d'Auguste Billiard, qui publia en 1829 un ouvrage intitulé Graves erreurs de M. Thomas dans son Essai de statistique sur l'île Bourbon pour dénoncer ses tares. L'essai sert souvent, aujourd'hui, de référence à ceux qui écrivent sur l'histoire de La Réunion au début du XIXe siècle.

## Annexe